# 조관제
조관제(趙寬濟, 1947년 9월 21일 ~ )는 대한민국의 만화가이다.

## 경력
- 1969년 : 만화전문 월간지 '만화왕국' 입사
- 1991년~1995년 : 월간 'KBS-TV 유치원' 창간 편집장
- 1998년~2003년 : (사)부천만화정보센터 상임이사
- 2004년~ : (사)부천만화정보센터 운영위원장
- 2005년 : (사)한국만화가협회 부회장
- 2007년~2009년 7월 27일 : (재) 부천만화정보센터 이사장

## 작품 활동
1973년 월간 '학원'에서 <아빠의 첫사랑>으로 데뷔하였다. 월간 '소설주니어',소년조선일보, 월간 '새벗', '보물섬', '우먼센스', '신부', '직장인', 대한항공 등 신문과 잡지 등에 소년 만화를 연재하였다. 만화주간지 '주간만화','매주만화','빅점프','주간신문 시사토픽','토요신문' 외 다수 매체에 작품을 연재하였다.

## 작품집
- <장미소녀 로우즈> (1980년)
- <만화로 풀어쓴 고사성어>
- <열려라 섹스피아>(전2권)
- <신나는 만화교실>
- <돌방이 논술 길라잡이>
- <만화로 보는 신나는 증권교실>
- <카툰집 취생몽사>
- <색즉시공>
- <하로동선>

## 활동
대전국제만화전, 국민일보 신인 만화공모전, 대한민국 문화관광부 주관 '오늘의 우리 만화상'등에서 심사위원으로 활동하였고, 한국애니메이션고등학교, 세종대학교 만화 부문에서 심사위원장으로 활동하였다.

## 수상 경력
- 2001년 12월 : 만화부문 대통령 표창(제135356호)
- 2003년 12월 : 부천시, 시정발전 공로상 수상.
- 2006년 11월 30일 : 제3회 청강 카툰상 대상 수상
- 2007년 12월 : 대한민국 만화애니캐릭터대상 만화부문공로상 수상
- 2009년 8월 : 국제만화가대회(ICC) 공로상 수상